# Abrial A-2 Vautour
De A-2 Vautour (Frans voor Adelaar) was een eenpersoons houten zweefvliegtuig ontworpen door de Fransman Georges Abrial in 1925

## Specificaties
- Bemanning: 1 piloot
- Capaciteit:
- Lengte: 6,25 m
- Spanwijdte: 12,65 m
- Hoogte:
- Vleugeloppervlak: 20 m²
- Leeggewicht: 100 kg
- Beladen gewicht:180 kg
- Max takeoff gewicht:
- Max snelheid:
- Bereik:
- Plafond: